# Euclidia triquetra
Espèce
Euclidia triquetra est une espèce de lépidoptères (papillons) de la famille des Erebidae. C’est l’un des quatre papillons du genre Euclidia présents en Europe, toutefois on ne le trouve pas en Europe de l'Ouest.

## Dénomination
Le nom triquetra fait référence aux 3 taches triangulaires qui apparaissent sur les ailes antérieures.

Parmi les synonymes du nom scientifique, on trouve :
1. Noctua fortificata Fabricius, 1787
2. Phalaena fascialis Villers, 1789
3. Euclidia aurantiaca Staudinger, 1881[1] et aussi
4. Gonospileia triquetra (Denis & Schiffermüller, 1775)[2].

## Description

### Imago
Ce papillon a une envergure de 24 à 28 cm.
Les ailes antérieures sont brun gris avec une tache cunéiforme dans sa partie basale. Dans la région post-discale, on trouvera 2 triangles isocèles noirs. Auprès de la pointe de l’aile, une autre petite tache foncée est visible. Les ailes postérieures sont dorées et présentent sur leur marge une bande de pointillés sombres.

### Chenille
Les chenilles sont roux clair, mouchetées de brun. La ligne dorsale est constituée de points bruns, les lignes latérales sont blanches. Les stigmates cerclés de jaune et de noir.

### Aide à la détermination
On notera une légère ressemblance avec la doublure jaune, mais les taches caractéristiques (en forme de triangle) sont absentes chez cette dernière. Elle est plus grosse qu’Euclidia minuta chez qui les taches triangulaires sont moins marquées et la teinte générale tend davantage vers l’ocre.

## Distribution géographique et écologie
L’espèce se rencontre en Europe centrale (Autriche, Hongrie) et au sud de l’Europe de l’Est, mais aussi au Kazakhstan, en Sibérie Orientale jusqu’à l’Océan Pacifique. Elle vit principalement dans les endroits chauds et secs.

## Biologie
Euclidia triquetra est active durant la journée où elle butine volontiers les fleurs. Elle produit 2 générations par an et l’adulte est visible d’avril à juin puis en juillet-août. Les chenilles se nourrissent de fabacées (légumineuses), telles que l’astragale ou le sainfoin. La seconde génération hiverne sous forme de chrysalide.